# 北京市革命委员会

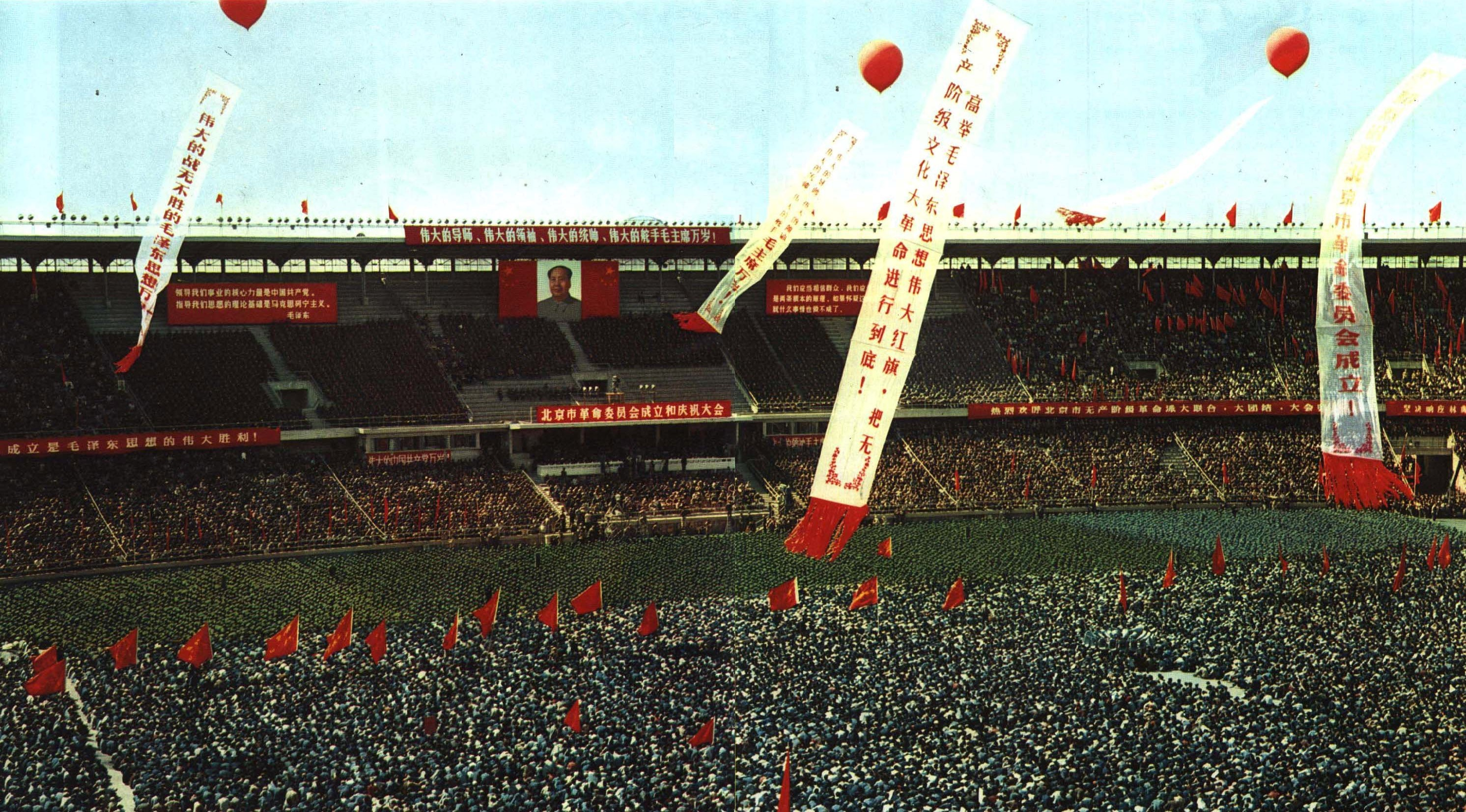
1967年4月20日，工人体育场内庆祝北京市革命委员会成立大会

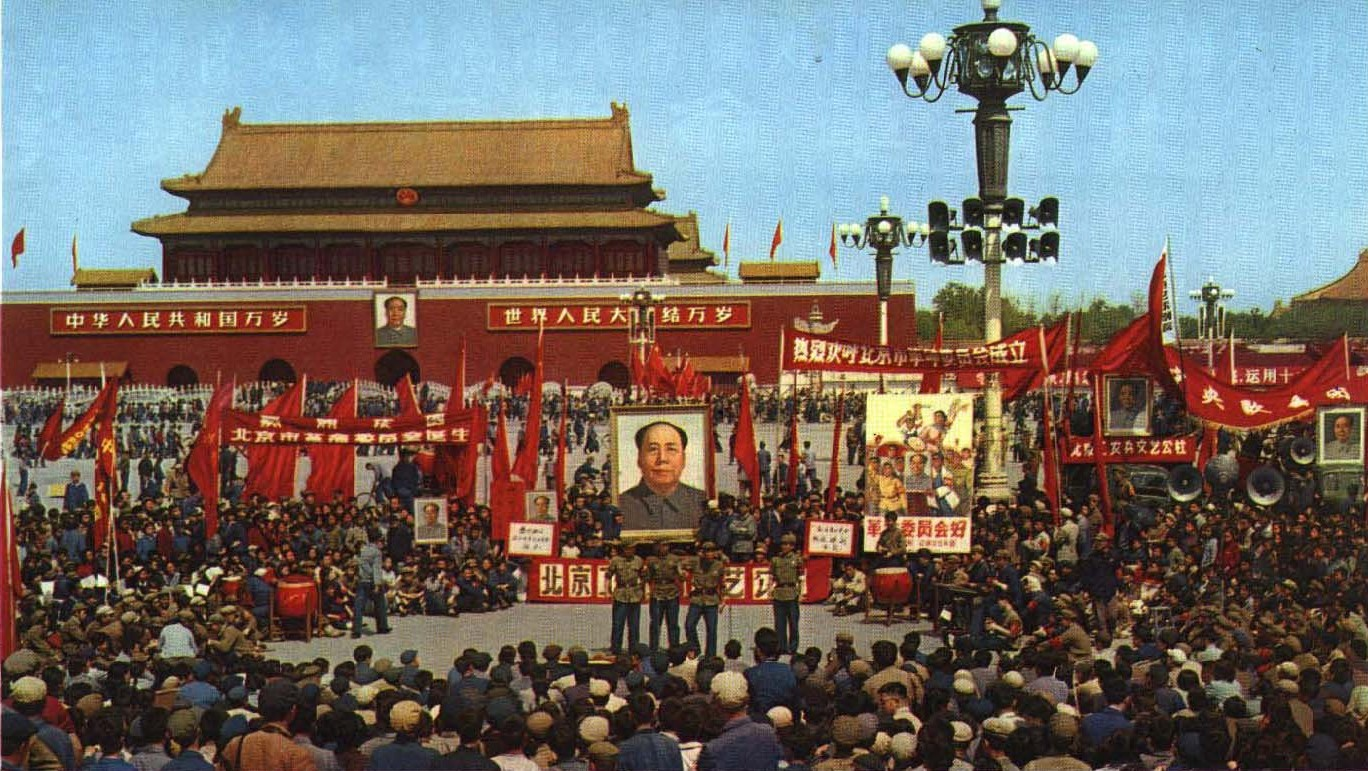
1967年4月20日，天安门前庆祝北京市革命委员会成立

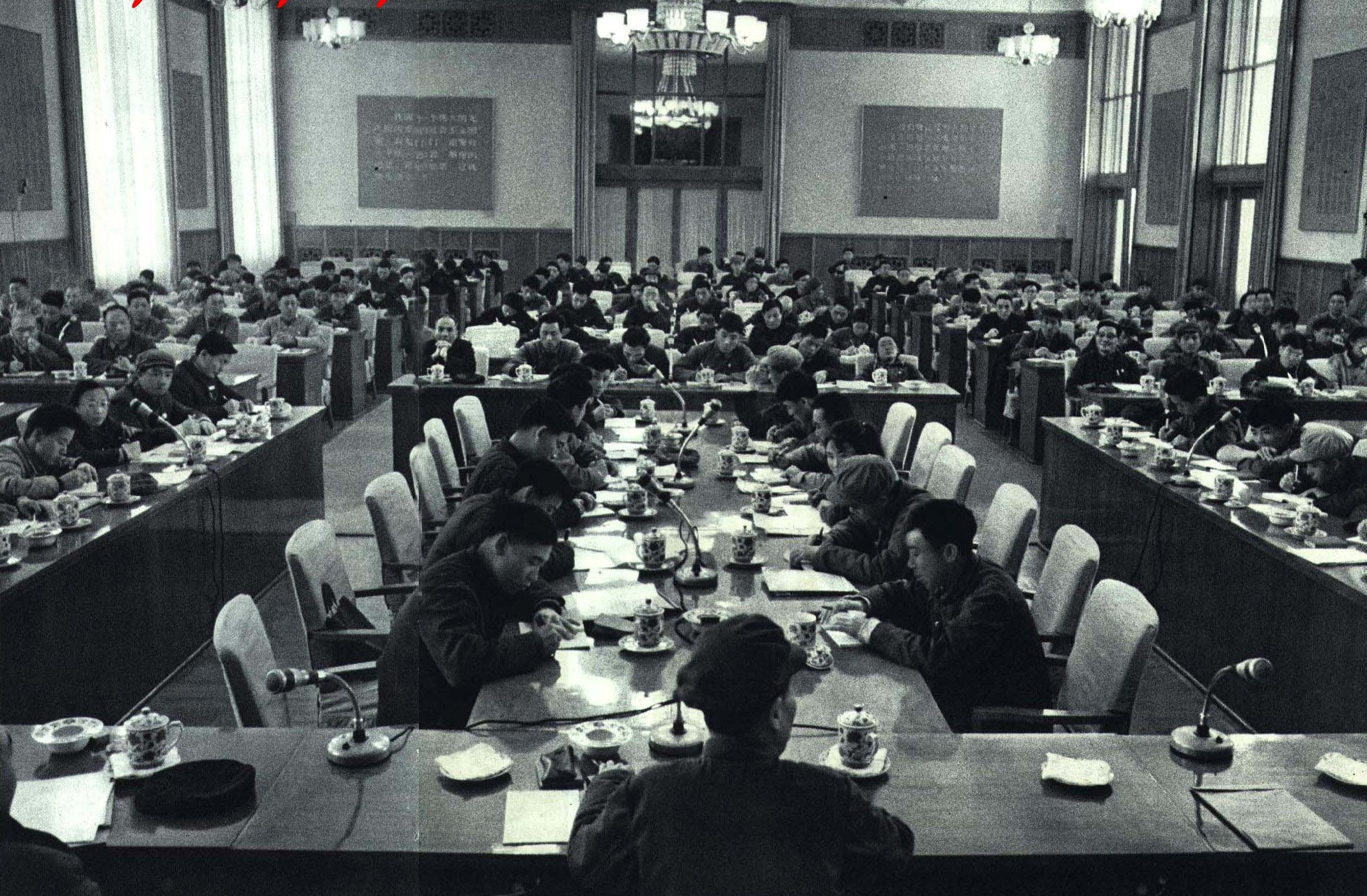
1967年北京市革委会第一次全体会议

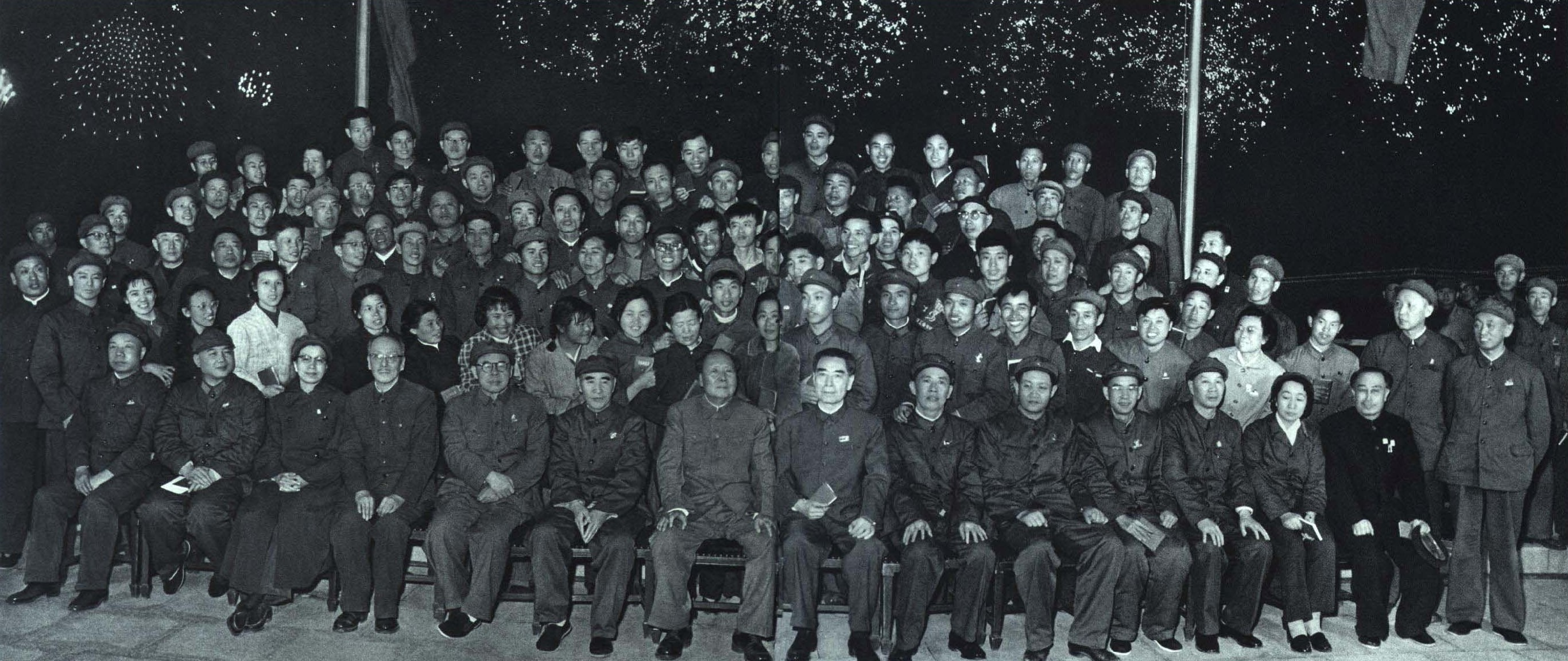
1967年5月1日毛泽东等人接见北京市革命委员会成员

北京市革命委员会，是1967年4月20日成立的革命委员会，取代当时的北京市人民委员会，是中华人民共和国首都北京的最高行政单位。随着文化大革命的结束，1979年12月，北京市七届人民代表大会第三次会议撤销了北京市革命委员会，恢复北京市人民政府。

## 背景
在1959年，北京市副市长吴晗撰写《海瑞罢官》等作品，得到毛泽东的赏识。1965年11月10日，由姚文元执笔的《评新编历史剧〈海瑞罢官〉》在上海《文汇报》发表，对多年来受到肯定的《海瑞罢官》进行突然批判。然而对于吴晗的批判，却遭到了以彭真（北京市委第一书记）为首的中共北京市委的反对。1966年2月3日，彭真召开中央五人小组扩大会议，主持起草《关于当前学术讨论的汇报提纲》（即“二月提纲”），提出学术问题应当与政治分离、并反对将吴晗牵连到1959年庐山会议。5日，彭真参加刘少奇主持的中共中央政治局常委会会议，会议讨论通过了汇报提纲。1966年2月，刘少奇主持政治局在京的中央政治局常委开会，通过了《二月提纲》，其明确反对将学术问题上升为政治立场问题，与毛泽东的意图与之后文化大革命的趋势形成了鲜明的反差。3月下旬，毛泽东同康生、江青等人多次谈话，批评《二月提纲》混淆阶级界限，是错误的，指令向中共全党下达撤销《二月提纲》的通知；毛泽东并称：“北京市委针插不进，水泼不进。要解散市委。”
此后，由陈伯达等人起草、经毛泽东先后八次审阅修改、最后经中央政治局扩大会议讨论于5月16日通过的《中国共产党中央委员会通知》（《五一六通知》）。《通知》除点名批判彭真外，还宣布撤销《二月提纲》和文化革命五人小组，改设立中央文革小组指导。5月18日，林彪响应毛泽东，发布一份防止政变的讲话（五·一八讲话）。之后，与刘少奇、彭真有关的罗瑞卿、陆定一、杨尚昆等人相继被免（史称彭、罗、陆、杨反党集团案）。
1966年5月4日至26日，在中共中央政治局扩大会议上彭真受到批判，被停止中央书记处书记的职务，撤销中共北京市委第一书记、北京市市长的职务。1966年6月4日，《人民日报》公布《中共中央关于改组北京市委的决定》，任命华北局第一书记李雪峰兼为北京市委第一书记，吉林省委第一书记吴德为北京市委书记，重新组成了中共北京市委的领导班子。然而，新的中共北京市委在当时的情况下，也很难正常工作，很快就陷于瘫痪。

## 历史

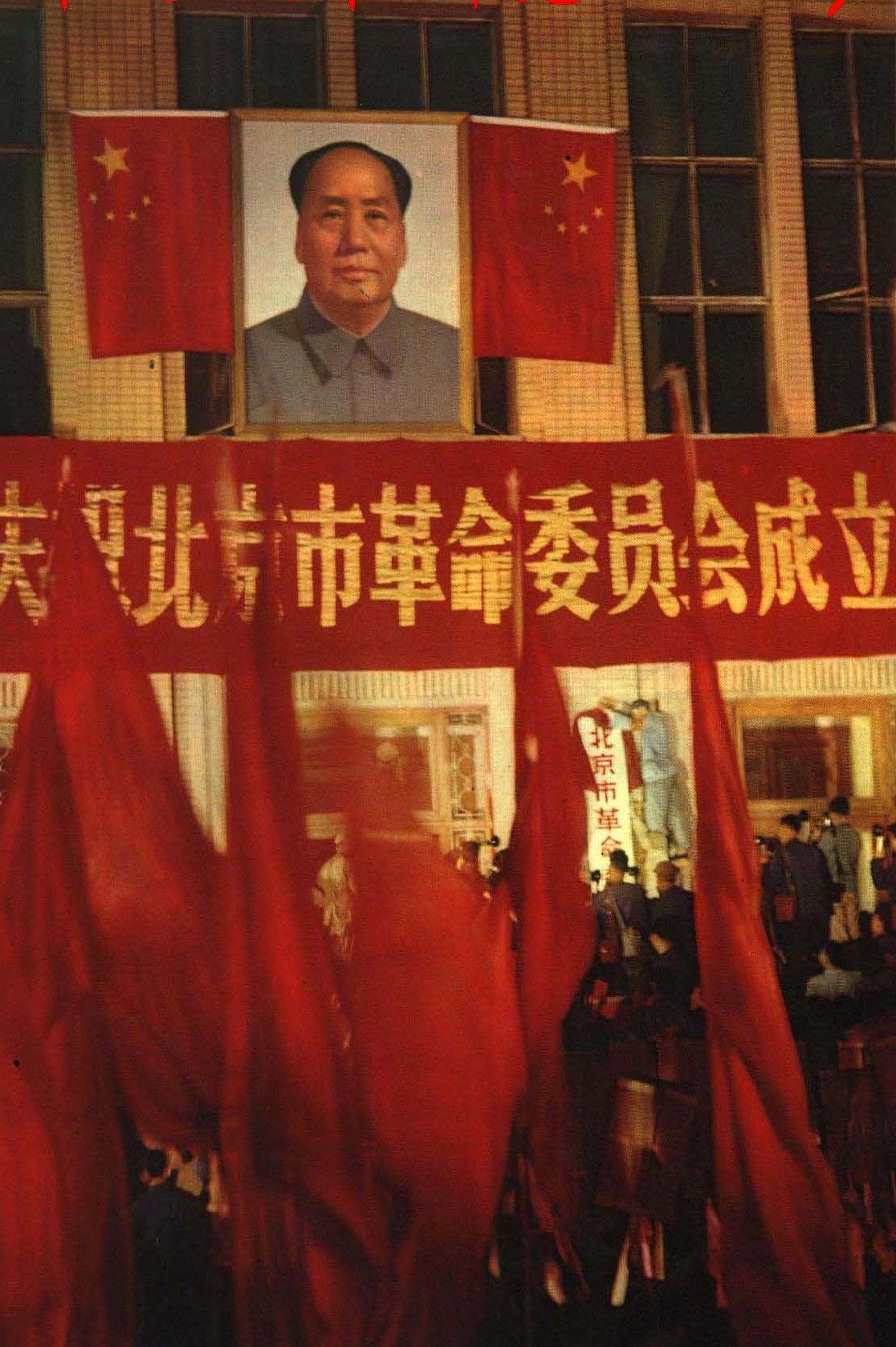
1967年北京市革命委员会成立

1967年，上海爆发一月风暴，并在全国产生了广泛而强烈的影响，引起一系列连锁反应，同年山西（1月14日）、山东（2月3日）、黑龙江（1月31日）、贵州（1月25日）等省纷纷夺权。1967年1月18日，北京市夺权委员会成立，但未得到中央承认。同年4月20日，北京10万人集会庆祝北京市革命委员会的诞生，通过了革命委员会《给毛主席的致敬信》，周恩来代表毛泽东、林彪、中共中央、中华人民共和国国务院、中央军委到会祝贺并讲话。陈伯达、康生、李富春、萧华、杨成武等出席。江青代表中央文革小组讲话。谢富治代表北京市革命委员会讲话。张春桥代表五省市革命委员会代表团讲话。北京市革命委员会主任委员是谢富治，副主任委员是吴德、郑维山、傅崇碧、聂元梓。
谢富治在讲话中说：“一小撮反革命修正主义分子长期盘踞下的旧北京市委，在党内最大的一小撮走资本主义道路当权派的庇护和支持下，一贯打着‘红旗’反红旗。他们一贯对以毛主席为首的党中央实行封锁，把北京搞成一个‘针插不进，水泼不进’的独立王国，妄图将北京变成他们实行反革命复辟的基地。这个反革命修正主义集团，是骑在北京广大人民群众头上的大恶霸，对党、对人民犯下了滔天罪。”因此，要“直捣旧市委反革命修正主义的老巢，把他们打得落花流水”，“要发扬敢想、敢说、敢干、敢闯、敢革命的精神”，“充分发动群众，大搞群众运动”，“夺回被他们篡夺去的一切阵地”。参加会议的工人代表、卫戍区人民解放军代表和大专院校的红卫兵代表等先后发了言。大会最后合唱《大海航行靠舵手》和《国际歌》。
因提倡“精简机构”与“干部下放劳动”，自革委会1967年4月20日正式成立后，直到1971年3月15日成立中共北京市第四届委员会，北京市革委会均是“一元化”领导，即没有中共北京市委之称。中共北京市第四届委员会成立后，党政职权开始分立。1979年12月，北京市七届人民代表大会第三次会议撤销了北京市革命委员会，恢复北京市人民政府建制，区县人民政府和街道办事处也随之恢复。

## 辖区
北京市革命委员会下辖区、县、局级单位共37个。
其中，平谷、昌平、大兴、顺义、石景山、丰台、宣武、西城、通县、密云、怀柔、海淀、朝阳、东城、崇文、门头沟、房山、延庆共18个区县，于1967年9月至1968年2月间相继成立了区、县革命委员会，内设中共核心领导小组。北京市革命委员会将原来的45个市属局撤销，合并为19个局。各局经市革命委员会批准，成立革命领导小组，内设中共核心小组。

## 历任领导
| 主任 - 谢富治（1967年4月－1972年3月） - 吴德（1972年3月－1978年10月） - 林乎加（1978年10月－1979年12月） | 副主任 - 吴德（1967年4月－1972年4月） - 郑维山（1967年4月－1970年12月） - 傅崇碧（1967年4月－1968年3月） - 聂元梓（1967年4月－1971年1月） - 温玉成（1968年3月－1970年5月） - 杨俊生（1968年10月－1976年10月） - 吴忠（1973年5月－1977年9月） - 黄作珍（1973年5月－1977年12月） - 刘绍文（1973年5月－1976年10月） - 丁国钰（1973年5月－1977年11月） - 刘锡昌（1973年5月－1977年12月） - 杨寿山（1973年5月－1977年12月） - 倪志福（1973年5月－1977年12月） - 谢静宜（1973年5月－1977年12月） - 李讷（1973年5月任命，未到职） - 万里（1973年5月－1975年1月） - 王磊（1973年5月－1977年12月） - 刘传新（1973年5月－1977年5月） - 贾汀（1973年5月－1977年12月） - 徐运北（1973年5月－1977年12月） - 赵俊桢（1973年5月－1977年12月） - 倪志福（1977年12月－1979年12月） - 丁国钰（1978年5月－1979年12月） - 黄作珍（1978年5月－1979年12月） - 郑天翔（1978年5月－1979年12月） - 杨寿山（1978年5月－1979年12月） - 吴烈（1977年12月－1979年12月） - 贾汀（1978年5月－1979年12月） - 赵鹏飞（1977年12月－1979年12月） - 王宪（1977年12月－1979年12月） - 毛联珏（1977年12月－1979年12月） - 王笑一（1977年12月－1979年12月） - 刘坚夫（1977年12月－1979年12月） - 叶林（1977年12月－1979年12月） - 郭献瑞（1977年12月－1979年12月） - 王纯（1977年12月－1979年12月） - 李立功（1977年12月－1979年12月） - 李巧云（1977年12月－1979年12月） - 贾庭三（1979年5月－1979年12月） - 王磊（1979年5月－1979年4月） - 白介夫（1979年5月－1979年12月） |